# 搭乗科学技術者
搭乗科学技術者（とうじょうかがくぎじゅつしゃ、ペイロードスペシャリスト、英語：Payload Specialist, PS）は、アメリカ航空宇宙局 (NASA) の宇宙飛行士である船長、操縦手、及び搭乗運用技術者以外でスペースシャトルに搭乗する、宇宙実験を行う研究者や商業ペイロードを搭載する場合の専門家などのNASAに所属しない宇宙飛行士である。

## 概要
搭乗科学技術者は、実験や科学運用に専念し、スペースシャトルのシステム運用には関与しない。
国際共同実験のために搭乗する者や、議員や、教師などの宇宙飛行関係者もこのカテゴリーで飛行している。
搭乗科学技術者は、1983年のSTS-9で初めて飛行し、2003年のSTS-107での飛行が最後になった。コロンビア号空中分解事故の影響により、これ以後は教師であろうと搭乗運用技術者の資格を取得して搭乗している。 

## 搭乗科学技術者の資格を得た日本人
- 毛利衛（搭乗運用技術者でもある）
- 向井千秋
- 土井隆雄（搭乗運用技術者でもある）